# Laura Piccinni
Laura Piccinni (14 februari 1997) is een Belgisch judoka 2de Dan.  Ze is tweevoudig vice Belgisch kampioene in de categorie -57 kg en tot 70kg en Belgisch kampioen per team. Bij de U21 junior behaald ze Brons op de Belgische kampioenschap. 

## Palmares

### 2011
- Belgisch kampioenschap -57kg U15

### 2014
- Belgisch kampioenschap -70kg U18

### 2015
- Vlaams kampioenschap - 70kg U21
- Belgisch kampioenschap -70kg U21
- International Judo Toernooi te Venray

### 2016
- Vlaams kampioenschap - 70kg
- International open van Gent - 70kg

### 2017
- International Open van Brabant- 70kg
- International open van Gent - 70kg